# ليلى العثمان
ليلى عبد الله عبد اللطيف العثمان (17 أكتوبر 1945)، روائية وشاعرة كويتية.
ولدت في مدينة الكويت ودَرَست فيها. بدأت حياتها الأدبية شاعرة، ثم تحوّلت إلى القصة القصيرة والرواية. عملت في الصحافة ابتداءٌ من عام 1964. هي عضو رابطة الأدباء الكويتيين، وجمعيّة الصحفيين الكويتيين. لھا ديوان شعر عنوان شعر وخواطر 1972 ومجموعات قصصية عديدة وروايات.

## عنها
ولدت ليلى عبد الله العثمان في الكويت لأسرة كبيرة هي عائلة العثمان ووالدها عبد الله العثمان أحد الرجال المعروفين بالكويت. بدأت محاولاتها الأدبية وهي على مقاعد الدراسة، ثم بدأت النشر في الصحف المحلية منذ عام 1965م في القضايا الأدبية والاجتماعية، والتزمت منذ ذلك الحين ببعض زوايا إسبوعية ويومية في الصحافة المحلية والعربية وما تزال. لها العديد من القصص والروايات التي ترجمت بعضها إلى لغات عدة. كما اختيرت روايتها وسمية تخرج من البحر ضمن مائة رواية عربية في القرن العشرين.

## سيرتها الذاتية
ولدت في الكويت في بيت يهتم بالأدب، فوالدها "عبد الله العثمان" كان شاعرا وكـان له منتدىً أدبيا كبيرا. بدأت محاولاتها الأدبية وهي على مقاعد الدراسة، ثم بدأت النشر في الصحـف المحلية منذ عام 1965 في القـضايا الأدبية والاجتماعية، والتزمت منذ ذلك الحين ببعـض الزوايا الأسبوعية واليومية في الصحـافة المحلية والعربية وما تزال. لها ستة أبناء: 4 بنات وولدين، ولها خمسة أحفاد: 3 بنات وولدين.
أعـدّت وقدمت عددا من البرامج الأدبية والاجتماعية في أجهزة الإعلام/إذاعة وتلفزيون. تولّت مهام أمين سر رابطـة الأدباء الكويتية لدورتين لمدة أربع سنوات. تواصل كـتابة القصة القصيرة والرواية والنشاطات الثقافية داخل الكويت وخارجها. اختيرت روايتها «وسمية تخرج من البحر» ضمن أفضل مائة رواية عربية في القرن الواحد والعشرين. تحوّلت الرواية المذكورة إلى عمل تلفزيوني شاركت به دولة الكويت في مهرجان الإذاعة والتلفزيون – القاهرة. قدّمت الرواية ذاتها على المسرح ضمن مهرجان المسرح للشباب عام 2007

### العضويات
- عضو رابطة الأدباء الكويتيين
- عضو اتحاد الكتاب العرب
- عضو الاتحاد العام للكتاب والأدباء الفلسطينيين
- عضو جمعية الصحافيين الكويتية
- عضو منظمة العفو الدولية / فرع الكويت
- عضو منظمة حقوق الإنسان / فرع الكويت
- عضو لجنة من لجان المجلس الوطني للثقافة والفنون والآداب
- عضو الجمعية الثقافية النسائية الكويتية
- عضو المجمع الثقافي العربي / بيروت
- عضو جمعية (فاس سايس) / المغرب
- عضو شرف الجمعية اللبنانية لرعاية المعوقين / الجنوب اللبناني
- عضو المنبر الديمقراطي الكويتي
- عضو اللجنة الإعلامية لجمعية الصداقة بين الشعبين العراقي والكويتي

### المؤتمرات والندوات التي شاركت فيها
- ندوات وأنشطة عديدة داخل الكويت في مؤسسات علمية وأدبية واجتماعية وفنية
- مشاركة في العديد من مؤتمرات اتحاد الكتاب العرب واتحاد الكـتاب الفلسطينيين
- لقاء وندوة في نادي الطاهر حداد (تونس) – أكتوبر 1989
- ندوة المرأة العربية والإبداع الثقافي – الاتحاد النسائي – بغداد
- ندوة المرأة والإعلام – تونس
- دعوة من مركز الثقافات العربية – برلين – أبريل 1990
- دعوة من رابطة الأدباء في كوسوفا (لقاء الكتاب) – عامي 1987 و 1995
- الملتقى الأول للإبداع الأدبي والفني – أغادير – المغرب 1988
- ملتقى القصة القصيرة في دول مجلس التعاون الخليجي – الإمارات 1989
- ندوة قراءات في القصة القصيرة – اتحاد كتاب فلسطين – دمشق 1987
- ثلاث محاضرات ضمن دعوة اتحاد الكتاب في دمشق/حمص/حلب 1988
- ندوة (الخـطاب حول المرأة) – دعوة من مجموعة البحث الجامعي للدراسات النسائية – جامعة الملك محمد الخامس – المغرب 1995
- ملتقى القصة الأول لرابطة الأدباء 1994 (شهادة)
- ندوة المرأة – معوقات الإبداع – الجمعية الثقافية النسائية 1995
- ندوة المؤتمر العالمي في باكستان 1995 – بحث أدب المقاومة
- مشاركة في ندوات سينمائية – مهرجان لايبزغ – ألمانيا/1989
- مشاركة في ندوات مهرجانات المسرح/تونس، القاهرة، دمشق، المغرب
- قراءات قصصية في عدة دول خليجية وعربية
- مؤتمر ثقافة المرأة في الخليج (بحث في تثقيف الذات) أبوظبي - 1996
- دعوة من اتحاد الكتاب الكوريين – كوريا الشمالية - 1983
- المؤتمر الثاني للمنظمات الأهلية العربية في الفترة 17-19/مايو/1997
- دعوة من متحف طه الطه مع مجـموعة من علماء الآثار والأدباء في مـدينة الرقة / سوريا - 25-30/سبتمبر/1997
- دعوة معهد العالم العربي – باريس – تكريم وحوار مع الكاتبة بمـناسبة صـدور مجـمـوعـتها القـصـصية باللغة الفرنسية - هـيئة اليونسكو - باريس في الفترة 20-23/10/1997
- محاضرة عن التجربة في الكتابة ضمن دعوة من جامعة شارل ديغـول للعلوم الإنسانية والآداب والفنون/ مدينة ليل – فرنسا – مركز الدراسات والبحوث عن الشرق الأدنى وبلاد المغرب، في الفترة من 26-30/11/1997
- دعوة من لجنة الأوديسة – بيروت – إلقاء شهادة التجـربة في الكتابة وحـفل توقـيع للمجـموعات الجـديدة (يحدث كل ليلة) التي صدرت نفـس العام في 14/3/1998
- تقديم شهادة عن التجربة الكتابية للكاتبة ضمن دعوة للمشاركة في ملتقى «المبدعات العربيات الثاني» – مدينة سوسة – تونس، في الفترة من 30/4/1998 إلى 3/5/1998
- قراءات قصصية ومشاركة في ندوة (مستقبل القصة القصيرة) ضمن دعوة للمشاركة في «ملتقى عتبات الدولي للفكر والإبداع» في مدينة الدار البيضاء بالمغرب، في الفترة 3-12/9/1998
- حوار بين الكاتبة والأدباء والصحافة ضـمن دعوة من جريدة الشرق/ مدينة وجدة - المغرب في 7/9/1998
- دعوة جامعة الكويت للمشاركة في ندوة الرواية والحدث السياسي / 1999
- دعوة منتدى صور الثقافي - بيروت 1999 - (شهادة حوار)
- دعوة الجمعيات النسائية في المتن الأعلى للمشاركة في احتفال «المرأة على مشارف القرن الواحد والعشرين» - لبنان 1999
- تقديم شهادة ضمن دعوة للمشاركة في مؤتمر «تحرير المرأة» بمـناسبة مـرور مائة عام على صدور كتاب قاسم أمين - القاهرة 1999
- دعوة تكريمية وتقديم شهادة في قصر الثقافة - بيروت 1999
- دعوة من التجمع الثقافي وثقافة 11 في مدينة دافت/هولندا/أغسطس 1999
- دعوة من مركز بيروت للتراث - مايو 2000
- محاضرة عن «تجربتي بين الرفض والقبول» ضمن دعوة من المجلس الوطني للثقافة والفنون والتراث في قطر - مايو 2000
- زيارة إلى كـردستان العراق تضامنا مع قضية الشعب الكردي – فـي الفترة من 4-14/7/2000
- دعوة من النائبة بهية الحريري لإلقاء محاضرة وتوقيع كتاب «المحـاكمة»، 31/1/2001 - صيدا - لبنان.
- إلقاء أربع محاضرات في كليات التربية ضمن دعـوة وزارة التعـليم العالي في سلطنة عمان في الفترة 23-27/2/2001
- تقديم بحث عن «صورة المرأة في الفن القصصي» ضمن دعوة الجمعية الثقافية النسائية الكويتية للمشاركة في يوم المرأة العالمي في الفترة 2-4/4 /2001
- دعوة من حرم رئيس مجلس النواب اللبناني السيدة رندة بري للمشاركة في احتفالات تحرير الجنوب في الفترة 23-27/5/2001 - لبنان
- لقاء مع طلبة قسم الآداب بجامعة الكويت - 8/5/2001
- دعوة من منتدى 14 تموز الديموقراطي العراقي، وإلقاء محـاضرة عن التجربة في الكتابة وتجربة المحاكمة، من 30/5 إلى 12/6/2001 – ستوكهولم/السويد
- دعـوة من (بيت لوذان) لإلقاء محاضرة عن «البيئة الكويتية في قصصي» 25/9/2001
- ندوة في جامعة دمشق في الفترة 27-28/أكتوبر/2001
- معرض الكتاب في القاهرة في الفترة من 7/1/2002 إلى 20/1/2002
- ندوة النساء والحرب – اللجنة الدولية للصليب الأحمر – دمشق - في الفترة من 2/2/2002 إلى 6/2/2002
- ندوة كاتب وكتاب (عن رواية وسمية تخرج من البحر) - دول مجلس التعاون الخليجي – الكويت – 24/4/2002
- دعوة من النادي الثقافي الأهلي في البحرين لإلقاء محاضرة – 22/10/2002
- ندوة «المرأة والإبداع» في القاهرة – 26/أكتوبر/2002
- دعوة من معرض الكتاب في صيدا وإلقاء محاضرة عام 2002
- ندوة الرواية العربية – رؤى ومسارات – 25/سبتمبر/2003 – المغرب
- الدورة الثانية لملتقى القاهرة للإبداع الروائي – 2/أكتوبر/2003
- دعوة اتحاد كتاب الإمارات – أبوظبي 2004
- مؤتمر الرواية العربية الألمانية - صنعاء – 7/يناير/2004
- معرض الكتاب / ندوة صباحية / صنعاء – 12/يوليو/2004
- أسبوع ثقافي كويتي – مشاركة في محاضرة – صنعاء – 25/سبتمبر/2004
- مؤتمر الرواية العربية / القاهرة – 28/فبراير/2005
- ندوة العنف ضد المرأة – نادي الجسرة – قطر – يناير/2005
- مهرجان السينما / العنف ضد المرأة / القاهرة (المنيا)، في الفترة من 26/مايو إلى 3/يونيو/2005
- ملتقى آسفي الثقافي / المغرب 19– 26/يوليو/2005
- ندوة سلطة الرواية والتخـييل في الثـقافـة العربية / باريس، في الفترة من 22-24/4/2006
- دعوة من المكتبة الوطنية الجزائرية – 2008
- دعوة (مكتبة الإسكندرية) بمناسبة احتفالها باليوبيل الذهبي لمجلة العربي - 2008

### الجوائز التقديرية
- حصلت على العديد من شهادات التقدير والدروع والميداليات من جهات عديدة:

#### محليا
- إذاعة وتلفزيون الكويت
- مجموعة من مدارس الكويت الثانوية
- جامعة الكويت
- رابطة الاجتماعيين
- رابطة الأدباء
- جمعيات نسائية داخل وخارج الكويت
- المسرح العربي
- درع التقدير من وزارة الإعلام الكويتية
- الجمعية الكويتية لضحايا الحرب
- وزارة الشؤون الاجتماعية والعمل
- وزارة التربية والتعليم العالي
- المجلس الوطني للثقافة والفنون والآداب
- منظمة حقوق الإنسان/فرع الكويت
- منظمة العفو الدولية/فرع الكويت
- مسرح الشباب
- مجلة الشرق/الكويت
- الهيئة العامة للشباب

#### عربيا
- وسام تقدير من الجمهورية العراقية
- جمعية أحباء مصر
- الأمانة العامة لمجلس التعاون لدول الخليج العربية
- درع جمعية أحباء مصر
- شهادة تقدير من جريدة الشرق/مدينة وجدة-المغرب
- ملتقى المبدعات / تونس
- جائزة جورج طربيه لعام 2002/بيروت
- درع جامعة عدن/اليمن
- درع وزارة السياحة اليمنية
- درع صنعاء عاصمة الثقافة العربية
- درع نادي الجسرة الأدبي/دولة قطر
- درع مهرجان سينما المنيا الأول/مصر
- وزارة الثقافة التونسية/(مهرجان سوسة الدولي)
- شهادة تقدير ودرع ملتقى المبدعات العربيات/تونس
- جائزة مهرجان دول مجلس التعاون الخليجي الثقافي الأول
- شهادة تقدير ودرع تذكاري من وزارة التعليم العالي / (سلطنة عمان)
- جائزة الدولة التشجيعية عن مجموعة القصص (يحدث كل ليلة) عام 2000
- شهادة الدكتوراة الفخرية من جامعة الحضارة الإسلامية في بيروت / 2005
- جائزة «قلادة العنقاء الذهبية» في مجال الرواية من دار القصة العراقية، وذلك ضمن مهرجان العنقاء الدولي الرحال للثقافة والفنون والإعلام / 2005

## مؤلفات الكاتبة

### في القصة القصيرة
- امرأة في إناء
  - ط أولى / 1976 ذات السلاسل / الكويت
  - ط ثانية / 1981 شركة الربيعان للنشر والتوزيع / الكويت
  - ط ثالثة / 1992 شركة الربيعان للنشر والتوزيع / الكويت
  - ط رابعة / 2000 دار المدى للنشر والتوزيع / دمشق
- الرحيل
  - ط أولى / 1979 دار الآداب / بيروت
  - ط ثانية / 1984 الكويت
  - ط ثالثة / 1992 دار المدى للنشر والتوزيع / دمشق
  - ط رابعة / 2000 دار المدى للنشر والتوزيع / دمشق
- في الليل تأتي العيون
  - ط أولى / 1980 دار الآداب / بيروت
  - ط ثانية / 1984 الكويت
  - ط ثالثة / 2000 دار المدى للنشر والتوزيع / دمشق
- الحب له صور
  - ط أولى / 1982 دار الوطن / الكويت
  - ط ثانية / 1983 دار الآداب / بيروت
  - ط ثالثة / 1987 دار الشروق / القاهرة
  - ط رابعة / 1995 دار المدى للنشر والتوزيع / دمشق
  - ط خامسة / 2000 دار المدى للنشر والتوزيع / دمشق
- فتحية تختار موتها
  - ط أولى / 1987 دار الشروق / القاهرة
  - ط ثانية / 1995 دار المدى للنشر والتوزيع / دمشق
  - ط ثالثة / 2000 دار المدى للنشر والتوزيع / دمشق
- حالة حب مجنونة
  - ط أولى / 1989 الهيئة العامة للكتاب / القاهرة
  - ط ثانية / 1992 شركة الربيعان للنشر والتوزيع / الكويت
  - ط ثالثة / 1995 دار المدى للنشر والتوزيع / دمشق
  - ط رابعة / 2000 دار المدى للنشر والتوزيع / دمشق
- 55 حكاية قصيرة
  - ط أولى / 1992 شركة الربيعان للنشر والتوزيع / الكويت
  - ط ثانية / 2000 دار المدى للنشر والتوزيع / دمشق
- الحواجز السوداء
  - ط أولى / 1994 دار القبس / الكويت
  - ط ثانية / 1997 مطبعة مقهوي / الكويت
  - ط ثالثة / 2000 دار المدى للنشر والتوزيع / دمشق
- زهرة تدخل الحي (مختارات قصصية)، ط أولى، 1996 دار الآداب، بيروت
- يحدث كل ليلة
  - ط أولى / 1998 المؤسسة العربية للدراسات والنشر / بيروت
  - ط ثانية / 2000 دار المدى للنشر والتوزيع / بيروت
- حلم غير قابل للكسر (مختارات قصصية)، ط أولى، 2003 الهيئة العامة لقصور الثقافة، مصر
- ليلة القهر، ط أولى، 2005 دار شرقيات، مصر
- قصيرة جدا، ط أولى، 2007 مطبعة الفيصل، الكويت

### في الرواية
- المرأة والقطة
  - ط أولى / 1985 المؤسسة العربية للدراسات والنشر / بيروت
  - ط ثانية / 1998 دار المدى للنشر والتوزيع / دمشق
  - ط ثالثة / 2000 دار المدى للنشر والتوزيع / دمشق
- وسمية تخرج من البحر
  - ط أولى / 1986 شركة الربيعان للنشر والتوزيع / الكويت
  - ط ثانية / 1995 دار المدى للنشر والتوزيع / دمشق
  - ط ثالثة / 2000 دار المدى للنشر والتوزيع / دمشق
- العصعص** ط أولى / 2002 دار المدى للنشر والتوزيع / دمشق
- صمت الفراشات
  - ط أولى / 2007 دار الآداب / بيروت
- خذها لا أريدها، ط أولى، 2009 دار الآداب، بيروت
- حلم الليلة الأولى، ط أولى، 2010 دار الآداب، بيروت

### في السيرة
- بلا قيود.. دعوني أتكلم
  - ط أولى / 1999 دار الحدث للصحافة / الكويت
  - ط ثانية / 2000 مطبعة الفيصل / الكويت
- المحاكمة.. مقطع من سيرة الواقع
  - ط أولى / 2000 دار المدى للنشر والتوزيع / دمشق
  - ط ثانية / 2001 دار المدى للنشر والتوزيع / دمشق
  - ط ثالثة / 2005 وزارة الثقافة اليمنية / صنعاء

### أدب الرحلات
- أيام في اليمن، ط أولى، 2004 مطبعة الملك، الكويت

### أدب الحرب
- يوميات الصبر والمر
  - ط أولى / 2003 مطبعة الملك / الكويت
  - ط ثانية / 2004 مطبعة الملك / الكويت

### في الشعر
- همسات، 1972م
- وردة الليل، ط أولى / 2008 مطبعة الفيصل / الكويت

### البحوث وأوراق العمل
- ملامح من السيرة الذاتية
- تجربة شخصية في تثقيف الذات
- أدب المقاومة
- معوقات الإبداع عند المرأة
- الخطاب حول المرأة
- صورة المرأة في الفن القصصي
- الموهبة والموهوبون
- المبدعون والمدن القديمة
- تجربتي مع الرواية
- عن الرواية / حاكيات الماضي
- الكويت القديمة في تجربتي القصصية
- الرواية والحدث السياسي
- العنف ضد المرأة في السينما والرواية العربية
- المبدعات والرقابة
- محاكمة المبدعات/ تجربتي الشخصية في محاكمتي

## مؤلفات عن الكاتبة
- ليلى العثمان: رحلة في أعمالها غير الكاملة، عبد اللطيف الأرناؤوط، سوريا / 1996
- التراث والمعاصرة في إبداع ليلى العثمان، برباره بيكولسكا، ترجمة: هاتف الجنابي، دار المدى للنشر والتوزيع، دمشق / 1997
- في ضـيافة الرقابة من خلال التجربة الإبداعية لـ: ليلى العثمان، د.زهور لكرام، المغرب / 2001
- امرأة بلا قيود: دراسة في أدب ليلى العثمان – مونوغرافيا – رسالة ماجستير، محمد قاسم صفوري – جامعة حيفا – كلية الآداب – قسم اللغة العربية وآدابها أكتوبر / 2001
- كلمات غاضبة بصوت ناعم – رسالة دكتوراه، العنود محمد الشارخ، بإشراف د.صبري حافظ، جامعة لندن – كلية الدراسات الشرقية والأفريقية
- القهر الاجتماعي في المجتمع العربي والخليج – رسالة ماجستير، أماني عبد الباري الحصري – جامعة سندوني – قسم دراسة اللغة العربية / الأدب والحضارة، باريس 2002 - 2003
- ما تعلمته الشجرة، إسماعيل فهد إسماعيل، الكويت /2005
- جماليات السرد وبلاغة المعنى، مقالات للعديد من الكتاب حول التجربة القصيية والروائية للكاتبة (جمع ومراجعة نذير جعفر) الكويت /2004
- العناصر الشعبية في القصة القصيرة عند ليلى العثمان، د.نسيمة الغيث، (مجلس النشر العلمي) مجلة دراسات الخليج والجزيرة العربية / 2006
- تداخل الأجناس الأدبية في الرواية والقصة: ليلى العثمان نموذجا، بحث قُدم في مؤتمر النقد الأدبي (السرديات) د.ليلى السبعان، الكويت /2008

## الترجمات
- مجموعة قصص إلى اللغة الروسية ضمن كتاب (رياح الخليج)
- مجموعة ترجمات لقصص باللغة الإنجليزية نشرت في مجلات متخصصة
- مجموعة كاملة باللغة الألمانية تحـت عنوان (الجدران تتمزق)، عن دار أورينت للنشر / برلين الغربية عام 1988
- مجموعة ثانية بعنوان (زهرة تدخل الحي) عام 1993، عن دار أورينت للنشر
- مجموعة باللغة البولندية مختارة من مجموعاتها القصصية تحت عنوان (امرأة في إناء) عام 1991
- مجموعة قصصية مترجمة إلى اللغة اليوغسلافية / الصربوكرواتية / عام 1985، تحت عنوان (في الداخل عالم آخر)
- مجموعة قصصية مترجمة إلى اللغة اليوغسلافية / الألبانية / تحت عنوان (في الداخل عالم آخر) عام 1985
- ضمن مختارات لكاتبات من العالم الثالث، ترجمت بعض قصصها إلى اللغة الهولندية، عن دار نشر هيث فيرلد فينشتر، وقد ضمت المجموعة كتابات 22 كاتبة من آسيا وأفريقيا
- ترجمة مجموعة قصص إلى اللغة الفرنسية عن هيئة اليونسكو بعنوان (من مفكرة امرأة) - باريس عام 1997
- ترجمة مجموعة قصص إلى اللغة الجورجية تحت عنوان (في الليل تأتي العيون) عن دار الصداقة للترجمة والنشر والتوزيع – سوريا - عام 1997
- ترجمة بعض القصص إلى اللغة الأسبانية في كتاب (كاتبات عربيات) الذي تصدره دار النشر «كومبانيا دي ليتراس» الأسبانية
- ترجمة مجموعتها القصصية (الحواجز السوداء) إلى اللغة الفرنسية، وقام بالترجمة الكاتب الجزائري الكبير مرزاق بطاش
- ترجمة قصة إلى اللغة السويدية في كتاب: قصص مختارة لكاتبات من العالم العربي، تحت عنوان (رائحتي شهية كالنعناع)، ترجمة هنري دياب
- ترجمة روايتها (وسمية تخرج من البحر) إلى اللغة الروسية، وقام بالترجمة المستشرق فلاديمير شاغال
- دخلت ضمن (أنطولوجيا الكاتبات العربيات المعاصرات) الذي صدر عن دار «موندا دوري الإيطالية»
- ترجمة روايتها «وسمية تخرج من البحر» إلى الإيطالية، وذلك لاختيارها ضمن أفضل مائة رواية عربية للقرن العشرين

## منع بعض كتاباتها
حكم عليها بالسجن لمدة شهرين عام 200l مع أديبة كويتية أخرى هي أستاذة فلسفة الأخلاق في جامعة الكويت عالية شعيب بتهمة نشر كتابين يتضمنان «عبارات مسيئة للدين وخادشة للحياء العام» حسب رأي المحكمة. ولكن تم إسقاط ذلك الحكم فيما بعد، واستعيض عنه بالغرامة المالية. مما يعني تثبيت تهمة خدش الحياء إنما مع عقاب مخفف نسبيا. أثارت ضجة مؤخرا في الكويت بسبب كتاباتها وتم منع نشر أخر رواية لها بأمر قضائي عام 2006.

## جائزة ليلى العثمان للآداب
في عام 2004 خصصت الكاتبة جائزة أدبية تحت مسمى «جائزة ليلى العثمان لإبداع الشباب في القصة والرواية»، تقدم للمبدعين الجدد من الشباب الكويتيين من الجنسين، كل عامين.
- حصلت عليها في الدورة الأولى عام 2004 القاصة اسبترق أحمد عن مجموعتها القصصية (عتمة الضوء)
- حصلت عليها في الدورة الثانية عام 2006 الروائية ميس العثمان عن روايتها (عرائس الصوف)
- حصل عليها في الدورة الثالثة عام 2008 القاص يوسف ذياب خليفة عن مجموعته القصصية (أفكار عارية)
- حصل عليها في الدورة الرابعة عام 2010 الروائي سعود السنعوسي عن روايته (سجين المرايا)
- حصل عليها في الدورة الخامسة عام 2013 القاصّ الروائيّ بسام المسلم عن مجموعته القصصيّة (البيرق: قصص في مهبِّ الريح)[4]
- تتمثل الجائزة في:
  - مجسم من تصميم الفنان والنحات الكويتي الكبير سامي محمد (له أعمال معروضة في بلدان عربية وأجنبية)
  - شهادة تقديرية
  - مبلغ ثلاثة آلاف دولار
- يقام الاحتفال بتقديم الجائزة تحت رعاية رابطة الأدباء الكويتية